# Kurrent

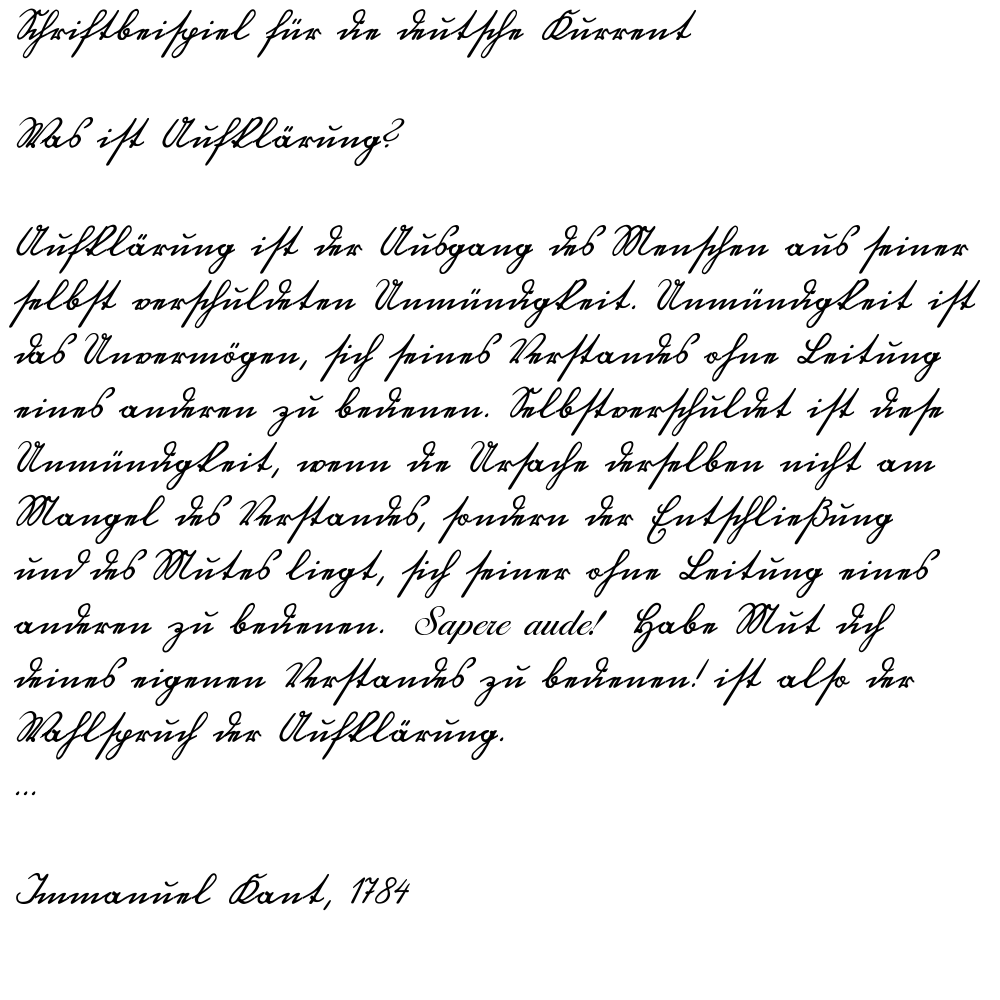
Caligrafía alemana Kurrent

Kurrent es una forma antigua de caligrafía alemana basada en la escritura cursiva medieval. 

## Generalidades
Su nombre completo es Kurrentschrift o Alte Deutsche Schrift ("antigua escritura alemana"). Se caracteriza por la simplificación de letras y trazos verticales que se enseñaba en algunas escuelas alemanas hasta la década de 1870. Una forma tardía, pero muy conocida de la misma, es la caligrafía Sütterlin. Fue enseñada en las escuelas hasta 1941.